# Muurgedicht (Benali)

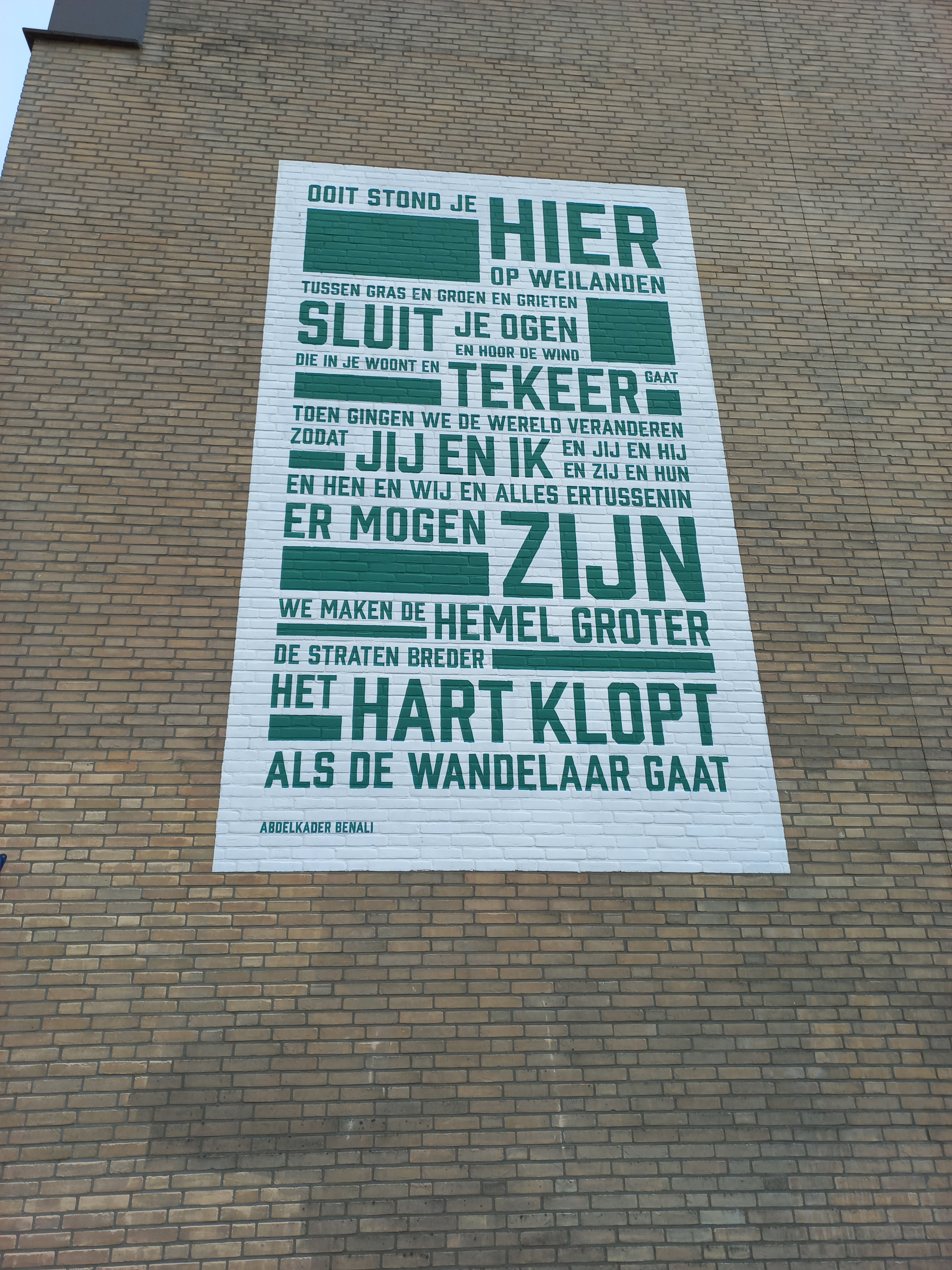
Muurgedicht op Opmerkzaam (juli 2023)

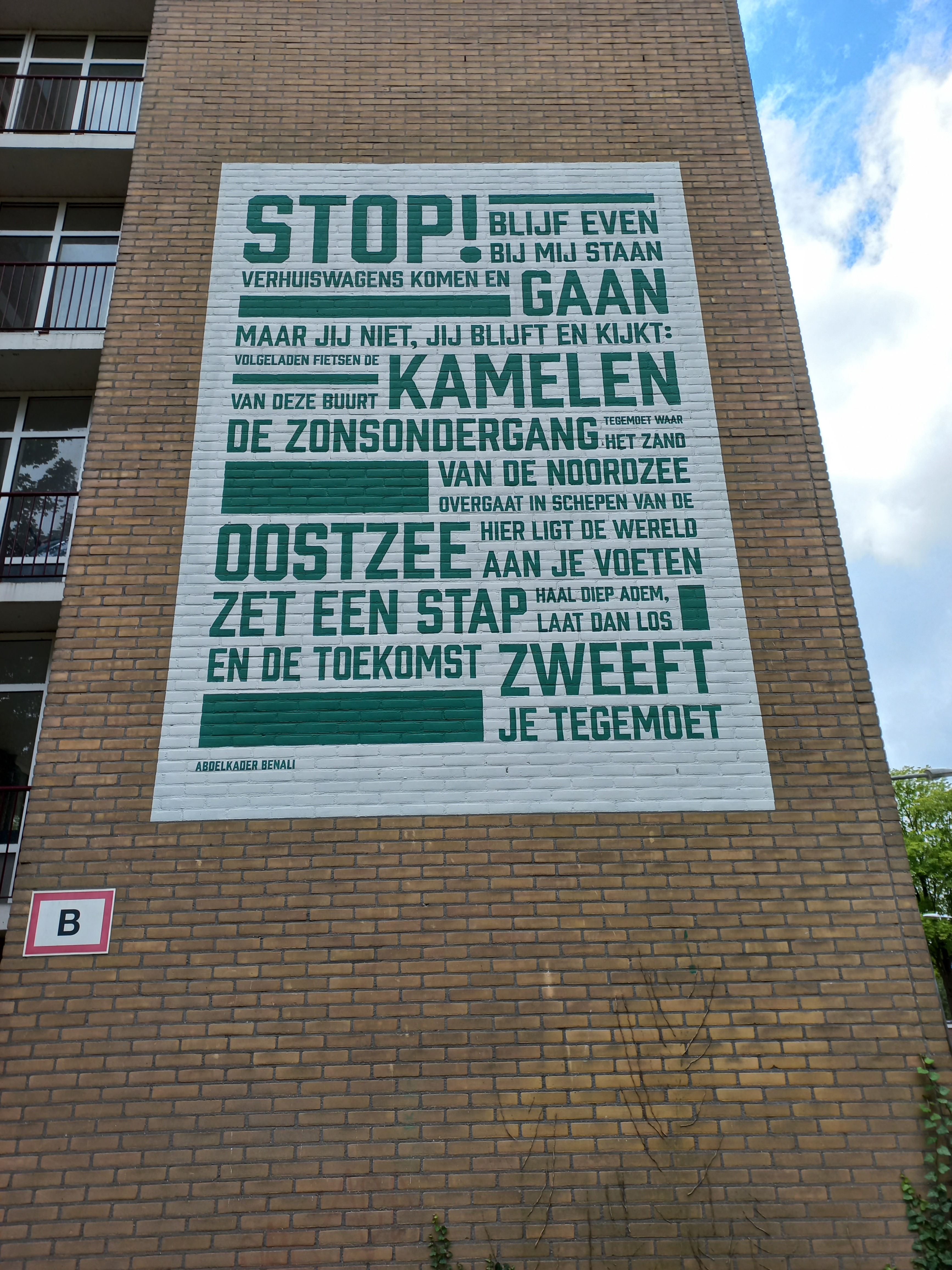
Muurgedicht op Langswater (juli 2023)

Muurgedicht van Abdelkader Benali is een gedicht dat de dichter speciaal schreef voor Amsterdam Nieuw-West.
Het initiatief tot plaatsing van het gedicht kwam van buurtbewoners in dit stadsdeel, dat redelijk vaak ongunstig in het nieuws is, maar waar tevens veel initiatieven zijn om de buurt te verbeteren. Dat laatste is terug te zien in de sanering van gedeelten van het stadsdeel, waarbij nieuwbouwwoningen uit de wederopbouwperiode plaats maakten en maken voor luxere woningen. Alhoewel tegen dat laatste ook protesten rezen, zien anderen hierin vooruitgang. Zo ook de schrijver, die zich bewust was van de geschiedenis van dit deel van West dat als bijvoeglijk naamwoord dan wel nieuw heeft, maar toch al meerdere generaties kent. De wijk, waarin de dichter woont, veranderde daarin van een monocultuur (Nederland in de jaren zestig) in een multiculturele wijk (Nederland in de jaren tachtig/negentig). In september 2022 werden twee verzen opgeleverd op twee totaal verschillende gebouwen:
- vers 1: Ooit stond je hier op weilanden tussen gras en groen en grieten; deze is geplaatst op een laagbouwwoning aan Opmerkzaam; dit is een van de straatjes die ligt in een buurt rondom het Dwaze Moedersplein, die rond 1983 werd volgebouwd in het kader van stadsverdichting; hier zou vanuit het verleden Geer Ban lopen, maar dat plan ging niet door. Architect N. Schippers en H. Roozenbeek ontwierpen de woningen;
- vers 2: Stop! Blijf even bij mij staan, verhuiswagens komen en gaan; deze is geplaatst op een hoogbouwflat aan Langswater en Osdorperweg, een flat uit de jaren 1966/1967 van de hand van Bas Tol, J. Noordhoek en Johannes de Ruyter
- vers 3: Schatten liggen te wachten om door jou ondekt te worden; deze zou origineel op een gebouw komen op de hoek van de Wolfbrandtskerkweg en Tussen Meer, maar de woningbouwvereniging Rochdale die in eerste instantie toestemming had gegeven trok die later in. Het werd daarna in aanzet aangebracht op een tweede flat tussen Langswater en Osdorperweg, maar daar ook weer vrij snel weggehaald. Uiteindelijk werd het in juni 2024 aangebracht op de hoek van de Klaas Kater- en Jan van Zutphenstraat.

De muurschilderingen zijn uitgevoerd in groen en wit.